# Zgornja Radovna
Zgornja Radovna este o localitate din comuna Kranjska Gora, Slovenia, cu o populație de 67 de locuitori.